# のと三井インターチェンジ
のと三井インターチェンジ（のとみいインターチェンジ）は、石川県輪島市にある能越自動車道（輪島道路）のインターチェンジである。

## 歴史
- 2022年（令和4年）8月23日 : IC名称が「三井IC（仮称）」から「のと三井IC」に正式決定[1]。
- 2023年（令和5年）9月16日 : のと里山空港IC - のと三井IC間開通に伴い供用開始[2][3]。
- 未定 : のと三井IC - 輪島IC間開通予定。

## 接続道路

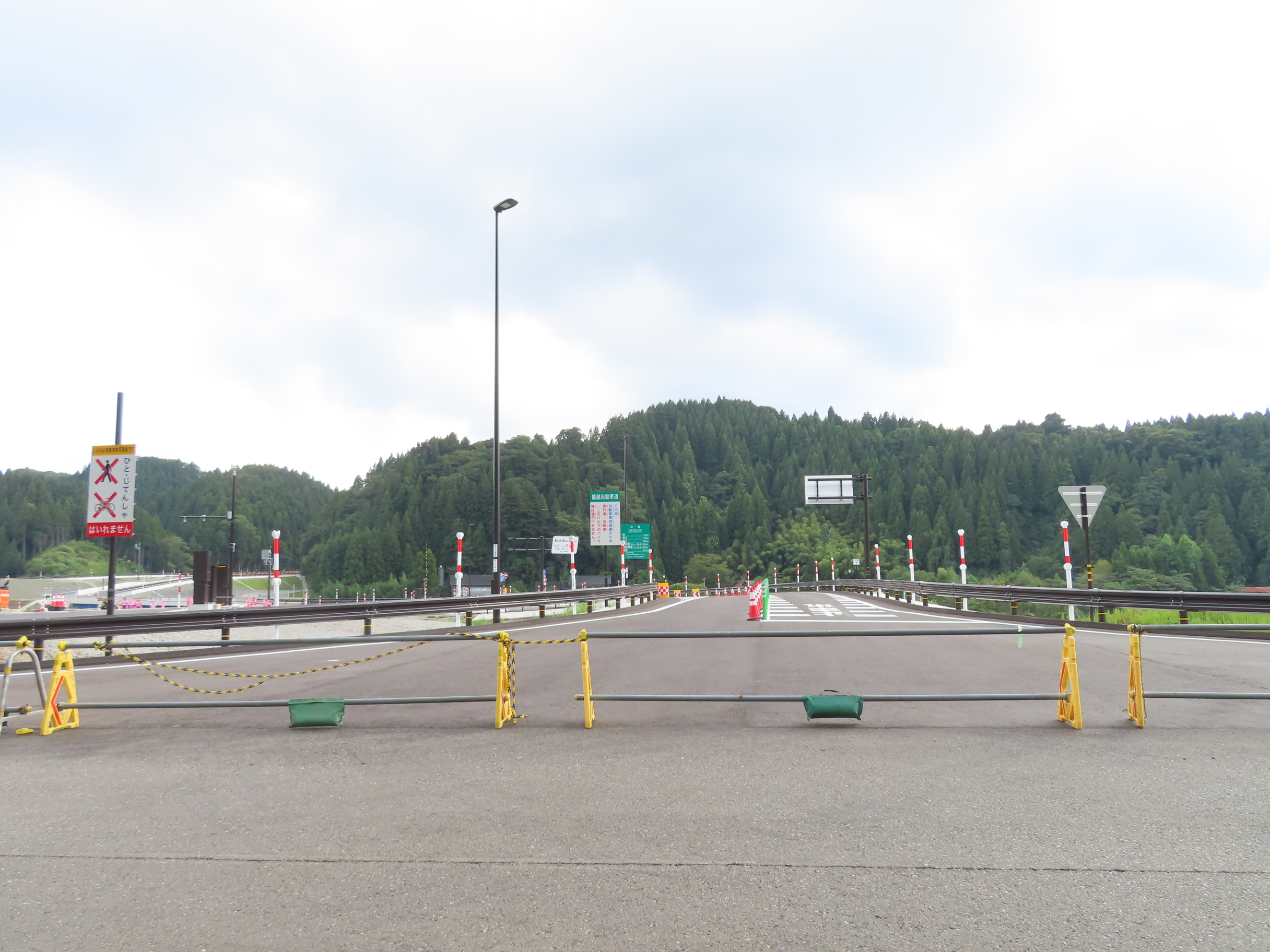
県道からの出入口

- 石川県道37号輪島山田線

## 隣
E41 能越自動車道（輪島道路）
のと里山空港IC - のと三井IC - 輪島IC（仮称・事業中）